# Parathyrea
Parathyrea – wymarły rodzaj chrząszczy z rodziny bogatkowatych i podrodziny Parathyreinae, obejmujący tylko jeden opisany gatunek, P. jurassica. Żył w jurze na terenie współczesnej Azji Środkowej.

## Taksonomia
Rodzaj i gatunek typowy opisane zostały po raz pierwszy w 1993 roku przez Witalija Aleksiejewa na łamach Paleontological Journal. Opisu dokonano na podstawie skamieniałości znalezionej w Formacji Karabastau na stanowisku Karatau-Michajłowka we wsi Ałlije w obwodzie turkiestańskim na południu Kazachstanu. Datuje się ją na kelowej w jurze środkowej. Nazwę rodzajową utworzono od greckiego thyreos oznaczającego „tarczę”, zaś epitet gatunkowy oznacza po łacinie „jurajska”.

## Morfologia
Chrząszcz ten miał spłaszczone, owalne w zarysie ciało długości 24,3 mm i szerokości 15,3 mm, z wierzchu niewyraźnie punktowane. Głowa wyposażona była w duże, podługowato-owalne, dłuższe od skroni oczy złożone, rozszerzone ku przodowi czoło oraz tak szerokie jak oczy ciemię. Przez czoło i ciemię biegł podłużny wcisk. Przedplecze było półtora raza szersze niż dłuższe i o około ⅓ szersze od głowy. Jego krawędzie przednia i tylna były delikatnie dwuwycięte, zaś krawędzie boczne na przedzie zaokrąglone, a dalej prawie równoległe. Duża tarczka miała kształt zaokrąglonego, trzykrotnie szerszego niż dłuższego trapezu. Pokrywy były 3,5 raza dłuższe niż w barkach szerokie, o bokach w przednich 3/5 prawie równoległych, dalej zaś łukowato zwężonych ku wąsko zaokrąglonym szczytom. Na międzyrzędach pokryw leżały po dwa lub trzy szeregi punktów oraz poprzeczne zmarszczki. Przedpiersie miało wyrostek międzybiodrowy w tyle prawie tak szeroki jak biodra, o równoległych bokach. Szew parakoksalny nie był pośrodku zaostrzony ku przodowi. Biodra przedniej i środkowej bary były zaokrąglone, tylnej zaś wydłużone.

## Paleoekologia
Z tej samej lokalizacji znane są skamieniałości m.in.: Archizygoptera z rodzaju Protomyrmeleon, 
ważek z rodzajów Aktassia, Asiopteron, Auliella, Cymatophlebiella, Erichschmidtia, Euthemis, Hypsomelana, Juraheterophlebia, Juragomphus, Kazachophlebia, Kazakhophlebiella, Melanohypsa, Oreopteron, Paracymatophlebia, Stenophlebia, Turanopteron i Walleria, widelnic z rodzajów Karanemoura i Perlariopsis, karaczanów z rodzajów Decomposita, Falcatusiblatta, Liberiblattina, Paleovia i Skok, skorków z rodzajów Archidermapteron, Asiodiplatys, Dermapteron, Protodiplatys, Semenovioloides i Turanoderma, straszyków z rodzajów Jurophasma i Phasmomimoides, prostoskrzydłych z rodzajów Aboilus, Karataogryllus, Panorpidium, Paracyrtophyllites i Probaisselcana, świerszczokaraczanów z rodzaju Blattogryllus, wciornastków z rodzaju Liassothrips, Lophionuerida z rodzajów Karataocypha i Zoropsocus, gryzków z rodzaju Paramesopsocus, pluskwiaków z rodzajów Aphidulum, Archaecorixa, Carpenterella, Gracilinervia, Heleonaucoris, Juraphis, Juleyrodes, Karatavopsyllidium, Liadopsylla, Malmopsylla, Monstrocoreus, Nectonaucoris, Neopsylloides, Poljanka, Scaphocoris i Scutellifer, chrząszczy z rodzajów Abscondus, Abolescus, Acheonus, Ampliceps, Anacapitis, Anaglyphites, Antemnacrassa, Archaeorrhynchus, Archodromus, Astenorrhinus, Belonotaris, Carabilarva, Catinius, Charonoscapha, Codemus, Cordorabus, Desmatus, Distenorrhinus, Eccoptarthrus, Exedia, Globoides, Hypnomorphus, Hypnomorphoides, Idiomorphus, Juralithinus, Karanthribus, Karatausia, Karatoma, Lapidostenus, Litholacon, Lithomerus, Lithoptychus, Lithosomus, Mesocupes, Megabrenthorrhinus, Mesogyrus, Mesotachinus, Mesoxyletus, Metabuprestium, Necromera, Negastrioides, Notocupes, Ochtebiites, Omma, Oxycorynoides, Ovrabites, Paleodytes, Parandrexis, Paragrypnites, Parahypnomorphus, Paraspercheus, Platyelater, Porrhodromus, Probelus, Protocardiophorus, Protorabus, Protoscelis, Psacodromeus, Pseudocardiophorites, Ranis, Tersoides, Tersus, Tetraphalerus, Tunicopterus, Xyphosternum i Zygadenia, sieciarek z rodzajów Arbusella, Aristenymphes, Berothone, Jurosmylus, Kalligramma, Kalligrammina, Karaosmylus, Kolbasinella, Krokhathone, Meioneurites, Mesithone, Mesonymphes, Mesypochrysa, Microsmylus, Ovalofemora, Pronymphites, Sinosmylites, 
błonkówek z rodzajów Arthrogaster, Asiephialtites, Aulacogastrinus, Auliserphus, Bethylonymus, Bethylonymellus, Brachycleistogaster, Brachysyntexis, Campturoserphus, Cleistogaster, Kulbastavia, Karataoserphinus, Karataus, Karataviola, Leptocleistogaster, Leptephialtites, Megura, Mesaulacinus, Mesoserphus, Microcleistogaster, Microryssus, Oxyuroserphus, Parachexylea, Parapamphilius, Praeaulacus, Scoliuroserphus, Stephanogaster, Strophandria, Symphytopterus, Trigonalopterus i Urosyntexis, chruścików z rodzajów Karataulius i Necrotaulius, motyli z rodzajów Auliepterix, Karataunia i Protolepis, muchówek z rodzajów Archinemestrius, Archirhyphus, Archizelmira, Calosargus, Eoptychopterina, Eucorethrina, Homalocnemimus, Karatina, Kerosargus, Mesosolva, Parvisargus, Polyanka, Praemacrochile, Procramptonomyia, Proptychopterina, Protonemestrius, Protorhagio, Rhagionemestrius, Rhagionempis, Tanyochoreta, Tega, Zherikhinina oraz wojsiłek z rodzajów Gigaphlebia, Orobittacus, Orthobittacus, Orthophlebia, Prohylobittacus i Scharabittacus.